# Viracocha Inca

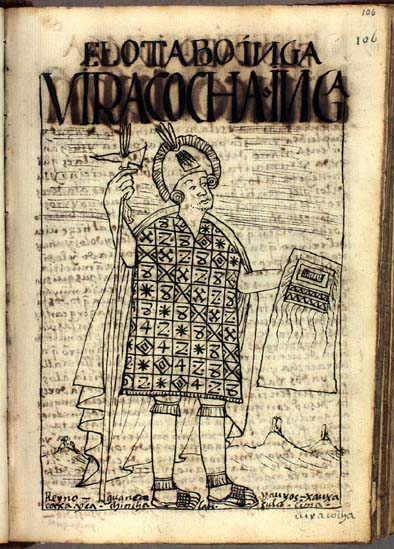
Immagine di Viracocha Inca secondo Guaman Poma de Ayala.

Viracocha Inca (Cusco, Fine XIV Sec. – Xaquixaguana, 1438 circa) è stato un sovrano della etnia degli Inca. I dati riguardanti la sua vita, pur appartenendo ad un'epoca ancora semistorica, hanno già riscontri attendibili. Per la maggior parte sono stati raccolti dai cronisti spagnoli direttamente presso i suoi discendenti.

## Ipotesi circa il nome Viracocha
Viracocha è il nome con cui è conosciuto l'ottavo sovrano della dinastia Inca del Cusco. Si tratta del terzo regnante della casata degli Hanan-Cuzco. Il suo nome originario era quello di Hatun Topa (Tupac) e, solo successivamente venne mutato in quello di Viracocha che, da allora, lo distinguerà.
Poiché Viracocha è anche il nome della divinità creatrice degli Inca, è normale interrogarsi sul perché di questa scelta singolare.
Gli indigeni, interpellati in proposito dai primi cronisti spagnoli, fornirono risposte discordanti.
Sarmiento de Gamboa riporta una versione che parla dell'apparizione in sogno, al giovane principe, di un fantasma che si sarebbe rivelato per la divinità in questione. I nobili del Cuzco, appena conosciuta la visione notturna, avrebbero acclamato il loro futuro sovrano col nome di Viracocha che, da allora, non lo avrebbe più abbandonato.
Cieza de Léon, interessato, al pari degli altri alla particolarità di questo nome, effettuò, a sua volta, un'approfondita indagine presso i suoi informatori. Costoro gli assicurarono che l'assunto non si richiamava a nulla di eccezionale. Quelli che avevano parlato dell'intervento della divinità si erano burlati dei loro ascoltatori perché Viracocha era, anche, un nome comune, come tale usato nel Cuzco.
Ai nostri giorni, la celebre studiosa della civiltà incaica, Maria Rostworowski, nella sua magistrale opera "Pachacutec", ha osservato che, effettivamente, il nome Viracocha appare nelle cronache peruviane a partire dal regno di Lloque Yupanqui e che anche in epoca coloniale vivevano indigeni con questo nome, come risulta da documenti, di quegli anni, pervenuti fino a noi.
Si tratterebbe quindi di un nome proprio, raro, ma non eccezionale, scelto, dal sovrano in questione, probabilmente in riferimento alle sue personali inclinazioni religiose.

## L'ascesa al Regno
Alla morte di Yahuar Huacac il regno del Cuzco era rimasto, pericolosamente, privo di un regnante designato. Se dobbiamo credere a Cieza de Léon, gli Inca avrebbero pensato, addirittura, di abolire la monarchia per instaurare una sorta di governo oligarchico, retto da un ristretto numero di cittadini, scelti tra quelli maggiormente rappresentativi.
Nel clima di anarchia e di confusione che regnava nella popolazione, riunita in una sorta di assemblea vociante, una donna, soverchiando le voci dei presenti, avrebbe indicato il giovane Viracocha come il migliore sovrano possibile. Con il rapido cambiamento di umore, che spesso, caratterizza le moltitudini, tutti avrebbero convenuto e il principe sarebbe stato eletto all'unanimità.
Pur mantenendo tutte le riserve possibili sul carattere romanzesco di questa versione, è facile riconoscere una certa veridicità, almeno alla rappresentazione di una elezione turbolenta e inusitata che seguiva ad una guerra sfortunata e pericolosa per la sopravvivenza stessa del regno.
Ma Viracocha era, in effetti, figlio di Yahuar Huacac come molti cronisti hanno asserito?
Molti elementi consentono di dubitarne. Alcuni cronisti, tra cui Cieza de Léon e Murua hanno affermato che il precedente sovrano non lasciava eredi dopo di sé. L'affermazione di un rapporto di legame diretto, padre-figlio, tra i due sovrani, è una costante di tutti i racconti incaici, ma risponde più ad una esigenza culturale dei cronisti spagnoli che a un resoconto esatto degli avvenimenti. I criteri di successione strettamente patrilineare, seguiti in Europa, erano sconosciuti nell'antico Perù, ma gli indigeni si adeguarono prontamente alle categorie mentali dei vari cronisti, fornendo loro le notizie che, questi, erano desiderosi di assumere.
Se Viracocha fosse stato, veramente, figlio di Yahuar Huacac, non vi sarebbero state quelle turbolenti agitazioni che ne hanno, invece, caratterizzato l'elezione.

## Difficoltà dei primi anni di regno

### Congiure nel Cuzco
Una volta consolidato il suo potere, Viracocha pensò bene di superare le tensioni che si erano accumulate nel Cuzco intraprendendo una serie di operazioni militari per la riconquista dei territori che, approfittando delle difficoltà conseguenti alle vicende della successione, avevano allentato la loro fedeltà all'impero Inca.
Della sua assenza pensò, però, di giovarsi la componente Hurin-Cuzco che mal sopportava il passaggio di potere alla fratria Hanan-Cuzco a cui Viracocha apparteneva.
Sobillato dai suoi componenti, un maggiorente di questa fazione, di nome Capac, insorse contro il potere regio eliminando, per prima cosa, il governatore della città. Inorgoglito dal successo, il tiranno si autoproclamò sovrano assoluto, cingendo le insegne imperiali.
La sua azione non si fermò qui. Capac si diede a perseguitare tutti i sostenitori di Viracocha, trucidando i suoi intimi e le sue donne rimaste in città. 
Questo feroce comportamento gli alienò, però, i sentimenti della popolazione che, senza aspettare l'intervento del sovrano legittimo, si sollevò come un sol uomo.
Capac comprese di aver perso la partita e, senza attendere l'arrivo di Viracocha si diede spontaneamente la morte. Con lui si suicidarono tutti i suoi congiunti assumendo un potente veleno.
A Viracocha che, a marce forzate, giunse nel Cuzco, non restò altro da fare che intraprendere una vasta opera di epurazione nei confronti di quanti avevano appoggiato il tiranno.
Cieza de Leon, a cui dobbiamo i particolari di questa vicenda, ci rende noto che i corpi degli insorti, per sommo spregio, furono abbandonati, insepolti, nei campi antistanti la città.

### Opposizione dei sacerdoti
Non vi sono prove che la classe sacerdotale fosse l'animatrice della congiura di Capac, ma data la sua affinità con la componente Hurin-Cuzco, è assai probabile che fosse coinvolta nel tentativo di rovesciamento del sovrano.
Da quando Inca Roca aveva determinato una divisione dei poteri, la casta dei sacerdoti che aveva il possesso dell'Indicancha, in piena zona Hurin-Cuzco, era diventata la naturale antagonista del potere regale.
Molti accenni, nelle varie cronache, ci lasciano intravedere l'esistenza di questo conflitto sotterraneo, ma un'opera, in particolare, ci illumina su questa, più o meno latente, contrapposizione.
Si tratta di un testo anonimo, attribuito, da molti, a Blas Valera, ma, in ogni caso, sicuramente frutto delle ricerche della scuola di pensiero del gesuita "mestizo" seicentesco.
L'autore, anche lui gesuita e "mestizo" ha svolto un'accurata indagine sui riti e sulle credenze religiose dei peruviani al tempo degli Inca.
Per quanto attiene a Viracocha vi si legge che, durante il suo regno, i supremi sacerdoti avevano acquisito notevole autorità presso gli inca diventando ricchi e potenti oltremisura. La loro autorevolezza poggiava sulla condizione di nobiltà che li distingueva e sull'appartenenza a importanti famiglie che li appoggiavano.
I sacerdoti, però, avevano fatto un cattivo uso di questo potere perché avevano fomentato disordini e veri e propri ammutinamenti, giungendo a favorire il nemico mortale del regno, quei temibili Chanca che per poco non provocarono la caduta dell'impero.
In questo contesto Viracocha appare impossibilitato a padroneggiare la situazione, vittima del crescente potere della classe sacerdotale che, pur di abbatterlo, non avrebbe indietreggiato neppure di fronte all'eventualità di un'alleanza col nemico esterno. Questa ipotesi potrebbe spiegare diversi interrogativi che si pongono sul comportamento di Viracocha in occasione della guerra con le tribù dei Chanca che verrà esaminata nell'apposito paragrafo.

## Campagne militari
Tutti gli autori dell'epoca attribuiscono a Viracocha una serie di successi militari che fanno di lui un sovrano guerriero. Non si tratta, però, di vere e proprie conquiste, in quanto gli Inca non avevano, ancora, dato corso a quella politica di assimilazione delle tribù debellate che, invece, avrebbe caratterizzato il regno del suo successore, il vero fondatore dell'egemonia imperiale.
Sulla identificazione dei territori oggetto di queste campagne, le fonti non sono concordi e vanno da una estensione importante, riportata da Garcilaso e dalle Informaciones a Vaca de Castro, a località situate a poche leghe dal Cuzco secondo la maggior parte degli altri cronisti.
Da tutte le cronache appare, però, che gli Inca, sotto questo sovrano, avevano imposto un timoroso rispetto ai loro vicini che, lungi dal provocarli, tentavano di farsene degli alleati.
Una campagna, in particolare, merita di essere esaminata nei dettagli perché, più di ogni altra, rivela la politica incaica nel periodo considerato. Si tratta della spedizione nel Collao, la regione dell'altipiano andino conosciuta come "meseta" del Titicaca,
Il territorio era conteso tra due gruppi rivali, che facevano capo a due distinti distretti, quello di Hatun Colla e quello di Ciquito. Ambedue erano retti da condottieri ugualmente animosi, Çapana per Hatun Colla e Cari per Ciquito. I due capi, non sentendosi sicuri sull'esito del conflitto, decisero di chiedere, entrambi, l'intervento della potente gente del Cuzco.
Per Viracocha si profilò una vantaggiosa occasione per intromettersi nella contesa di un territorio vicino e l'Inca decise di approfittarne.
Restava, solo, da scegliere il partito a cui unirsi e Viracocha fece ricorso agli auspici. I suoi sacerdoti, consultarono gli oracoli e decretarono che la sorte propendeva per Cari e così quest'ultimo divenne l'alleato degli Inca. La decisione non fu però resa pubblica e venne comunicata, in gran segreto, al prescelto, con l'ingiunzione di tenerla strettamente per sé. Cari, ovviamente, si attenne a queste condizioni, ma non sapeva che, ugualmente in segreto, anche Çapana aveva ricevuto la medesima risposta.
L'esercito Inca si avviò, così, verso le regioni del Titicaca. La strada passava per il territorio dei Cancha e si temeva che questa bellicosa etnia avrebbe difeso, a caro prezzo il passaggio per le sue terre. Viracocha preferì avanzare offerte di pace, ma i suoi fieri avversari gli sbarrarono la strada e la battaglia fu inevitabile. La vittoria arrise agli Inca, ma i soldati del Cuzco non cercarono di approfittarne e proseguirono il loro cammino.
Çapana aveva, nel frattempo, compreso la vera posizione del Cuzco nella disputa che lo opponeva alle genti di Ciquito e decise di scendere in campo, prima che le forze di Viracocha potessero congiungersi a quelle del suo avversario.
La battaglia, che ebbe luogo a Pauparcolla, fu particolarmente sanguinosa e Cieza de Léon, a cui dobbiamo i particolari di questo racconto, assicura che vi parteciparono non meno di 150.000 uomini e che almeno 30.000 di essi vi perirono.
Malgrado i loro sforzi le genti di Hatun Colla furono vinte e lo stesso Çapana rimase sul campo, con grande gioia di Cari che venne acclamato come trionfatore dagli armati di Ciquito.
Grande fu la delusione di Viracocha quando apprese che la battaglia aveva avuto luogo senza che il suo esercito vi avesse partecipato e, quindi, senza che lui potesse arrogarsi parte, almeno, il merito per il successo.
Non restava che fare buon viso a cattiva sorte e l'Inca si rivolse agli alleati per festeggiare, insieme a loro, la vittoria.
Cari non era, certamente, sprovveduto al punto di non onorare un Inca alla testa del suo esercito e offrì accoglienze degne del suo regale ospite. In questa occasione, Viracocha chiese di cementare l'alleanza bevendo insieme, in un vaso d'oro. Bevuto che ebbero, l'Inca fece consacrare il vaso dai suoi sacerdoti e, ponendolo su una grande pietra, giurò, per il bene dell'alleanza, di non rimuoverlo né ora né mai e chiese lo stesso impegno al signore di Ciquito. Testualmente disse: 

« La señal sea èsta, que este vaso se esté aquí y que io no lo mude ni tú le toques, en señal de ser cierto lo asentado.»
Anche se non proprio soddisfatto della conclusione della sua impresa Viracocha tornò allora al Cuzco con, almeno, la certezza di aver concluso una alleanza vantaggiosa per la propria gente.
Queste erano, spesso, le vicende che regolavano, allora, le questioni di confine tra le etnie andine.

## Il figlio Inca Urco: Coreggente o Capac Inca?

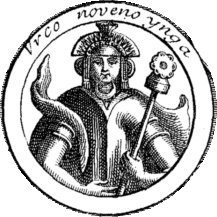
Immagine di Inca Urco secondo Antonio de Herrera

Nel titolo della quinta decade della monumentale opera di Antonio de Herrera sulla storia delle Indie compare una elaborata cornice con le effigi di tutti i sovrani Inca. Si presume che questi disegni siano stati ricavati dai ritratti dipinti sui famosi "paños pintados", opera di artisti peruviani riproducente la storia Inca, trasmessi dal viceré Francisco de Toledo alla Corte di Spagna e, purtroppo, andati perduti. Tra gli altri si nota la figura di un sovrano inedito, chiamato Inca Urco e inserito tra Viracocha Inca e Pachacutec.
Chi era questo sovrano, mai indicato come tale, negli scritti di tutti i maggiori cronisti spagnoli dell'epoca?

Si trattava di uno dei figli di Viracocha, dai più ritenuto illegittimo, che sarebbe stato associato al regno, dal suo genitore, prima che Pachacútec giungesse al potere.
Gli storici si sono sempre domandati se questo discusso personaggio dovesse essere considerato un sovrano a tutti gli effetti, ancorché spodestato, o soltanto un coreggente di Viracocha che lo avrebbe unito a sé nella conduzione dell'impero a titolo di prova per saggiarne le attitudini.

Tutte le cronache sono d'accordo nell'attribuire a Viracocha la volontà di fare di Urco il suo successore. Questi sarebbe stato il figlio di una moglie "secondaria" del sovrano, da lui particolarmente amata e sarebbe stato il suo preferito, in contrapposizione ai figli avuti dalla consorte legittima, tra cui figurava Inca Yupanqui, il futuro Pachacutec. Fa eccezione Cieza de Léon che riconduce il comportamento di Viracocha alla volontà di rispettare la tradizione e il maggiorascato.
In effetti Inca Urco esercitò il potere nei periodi di assenza del padre dal Cuzco e numerose sono le segnalazioni del suo comportamento, non proprio edificante, in quei frangenti. Egli sarebbe stato particolarmente licenzioso e scostumato, rendendosi oltremodo inviso ai suoi sudditi che gli riconoscevano un'unica dote: un'eccessiva liberalità con cui, come tutte le persone meschine, cercava di accattivarsi le simpatie di quanti lo contornavano, incapace di procurarsele con una attitudine regale.

Ma di fatto, l'esercizio di questo potere gli derivava da una legittimazione acquisita o da una potestà delegata, ovvero poteva considerarsi un sovrano, a tutti gli effetti, o soltanto un facente funzioni?

Su questo assunto i pareri sono discordi. È certo che il padre intendeva imporlo ai suoi sudditi come un sovrano effettivo, ma è altrettanto certo che costoro riconoscevano soltanto la maestà di Viracocha e temevano, soprattutto, il momento in cui la morte del sovrano regnante non avrebbe più permesso di procrastinare la elezione di Urco a Inca supremo.
I fatti avrebbero disposto altrimenti e a noi resta soltanto la certezza dell'esistenza, nella storia degli Inca, di un personaggio che ha esercitato, di fatto, il potere regale, ancorché la sua presenza sia stata volutamente ignorata dalla storia ufficiale dell'impero.

## L'arrivo dei Chanca
I Chanca erano originari della regione andina intorno a Ayacucho e formavano una etnia con caratteristiche proprie e distinte da quelle delle tribù che li circondavano.
Si consideravano discendenti dalle forze creatrici (pacarina) degli specchi d'acqua di Choclococha e Urococha e avevano una lingua propria, il puquina.

La loro cultura era più rozza di quella degli inca, ma possedevano uno spirito combattivo che aveva permesso loro di sottomettere tutti i territori circostanti. Non erano animati da uno spirito imperialistico, ma assomigliavano piuttosto a delle orde di saccheggiatori perennemente in cerca di bottino.

Probabilmente si doveva a loro il definitivo tracollo della civiltà Huari che sorgeva, un tempo, nei territori che erano diventati la loro sede abituale, ma i Chanca, per niente paghi di questo risultato, ambivano a padroneggiare tutto l'altopiano andino che avevano fatto oggetto delle loro scorrerie.
Era inevitabile che la loro espansione li portasse a contatto con gli Inca che, più misurati, ma ugualmente combattivi, si andavano ritagliando una dimensione di etnia egemone nel territorio con loro confinante.
I Chanca, insofferenti della potenza dei loro vicini, decisero di misurarsi nell'impresa e, assunta l'iniziativa, si diressero verso il Cuzco con una armata possente, decisi a confrontarsi con gli Inca in uno scontro decisivo.
Il loro proposito cadeva in un momento quanto mai opportuno per i loro disegni. Viracocha, ormai anziano, e, probabilmente dissuaso da una politica di resistenza armata dal consiglio dei suoi sacerdoti, aveva affidato il potere al figlio Urco, da parte sua, poco incline a imprese belliche.
Il momento avrebbe richiesto una presa di posizione adeguata alla gravità della situazione, ma i due sovrani, padre e figlio, non erano adatti allo scopo.
Viracocha, appesantito dall'età e timoroso per la piega che stavano prendendo gli eventi, preferì evitare lo scontro e decise di ritirarsi in un luogo fortificato, abbandonando il Cuzco, nella speranza di appagare gli invasori, con la consegna della capitale.
Non tutti gli Inca erano, però, disposti a sacrificare la loro storia e la loro dignità, per un meschino interesse di personale salvezza. Tra questi, il principe Cusi, conosciuto come Inca Yupanqui, si rifiutò di seguire il proprio genitore, dichiarando di essere disposto a morire combattendo piuttosto che seguitare a vivere nell'ignominia.
Il suo esempio gli procurò dei proseliti e, quando Viracocha uscì dalla capitale, un ristretto, ma determinato corpo di difensori, si apprestò ad attendere l'arrivo dei Chanca. Costoro, da parte loro, non parvero minimamente infastiditi da questo atteggiamento che corrispondeva al loro stile di vita e, anzi, sicuri della vittoria, offrirono, cavallerescamente, una tregua di tre mesi ai loro antagonisti per permettere loro di prepararsi.
Il principe Cusi riuscì a profittare al meglio di questo insperato favore e, quando i Chanca si presentarono per l'affrontamento decisivo, trovarono le truppe del Cuzco pronte a riceverli.
I dettagli dello scontro possono essere consultati nella voce relativa a Pachacútec; qui sembra sufficiente chiarire che gli Inca riportarono una schiacciante vittoria che andava al di là di ogni possibile aspettativa e che avrebbe avuto un risvolto drammatico nella vita stessa di Viracocha che, da lontano, aveva atteso, con scetticismo l'esito della battaglia.

## Conseguenze della guerra con i Chanca

### Il figlio Inca Yupanqui detto Pachacutec

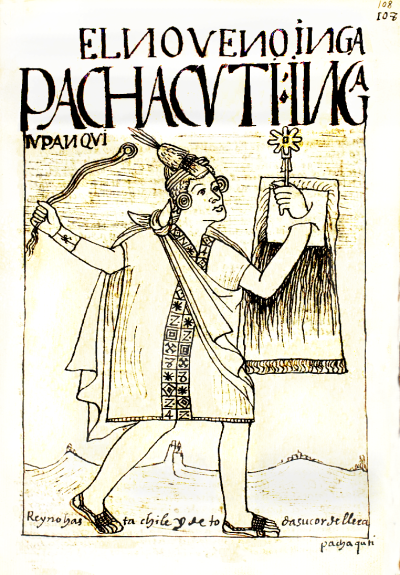
Pachacútec rappresentato da Felipe Guaman Poma de Ayala

Il principe, vincitore dei Chanca, era chiamato Cusi nella fanciullezza ed aveva assunto il nome di Inca Yupanqui nella maturità. In seguito sarebbe stato ricordato con l'appellativo di Pachacútec, "il riformatore del mondo" e, come tale sarebbe stato tramandato nella storia incaica. Era il figlio minore della consorte legittima di Viracocha, Mama Rondocaya, ma era stato scartato dalla successione, al pari dei suoi fratelli, per la predilezione che suo padre dimostrava per Urco, il suo fratellastro, la cui madre, Curi Chulpa, grazie alla sua avvenenza, aveva conquistato l'anziano sovrano.
Juan de Betanzos lo presenta come il prototipo del principe perfetto: amabile, di poche parole, di costumi morigerati, sincero, onesto e valoroso, in poche parole l'idolo dei cittadini del Cuzco e il prediletto dei suoi stessi fratelli che, pur maggiori di età, lo avevano eletto a candidato ideale alla carica di sovrano.
La volontà di Viracocha lo aveva allontanato dalla successione, ma la vittoria sui Chanca rimetteva in gioco le sue possibilità di accedere al trono degli Inca in luogo di quell'Inca Urco che, nel momento del pericolo, aveva abbandonato la città assediata. Peraltro, leggi e consuetudini non potevano essere superate, con leggerezza, dal pur unanime desiderio dei sudditi e tutti attendevano con ansia di conoscere le decisioni che l'anziano sovrano avrebbe assunto di fronte ad avvenimenti tanto inattesi quanto esaltanti.

### Viracocha e Pachacutec
La clamorosa vittoria non modificò l'atteggiamento di devozione del principe Cusi nei riguardi del padre. Sua prima cura fu quella di recarsi presso di lui portando seco le spoglie del nemico e i prigionieri che aveva catturati.
Era usanza degli Inca di far calpestare, dal proprio sovrano, i trofei ottenuti con la vittoria e il principe voleva riservare questo privilegio al sovrano regnante, ancorché questi non avesse partecipato allo scontro. Viracocha, imbarazzato dai successi del figlio, conseguiti senza il suo intervento, avrebbe voluto esimersi, ma di fronte alla magnificenza del bottino decise di accettare. Solo pretese che la presa di possesso venisse effettuata dal figlio Urco, in quanto erede designato.
Cusi Yupanqui rimase interdetto. Non aveva rischiato la sua vita e quella dei suoi amici per la gloria di un principe codardo e non intendeva essere proprio lui ad avvalorarne l'immagine presso i suoi sudditi. I suoi fratelli si strinsero intorno a lui e si unirono alle sue proteste, ma Viracocha fu irremovibile e alle schiere dei vincitori non restò altro fa fare che riguadagnare il Cuzco portando seco i trofei della battaglia.
Urco, però, non si era limitato a pretendere gli onori regali. Nascostamente aveva fatto preparare degli uomini sulla via del ritorno per sorprendere i suoi fratelli in una imboscata. Le sue ambigue manovre non erano sfuggite a Vicaquirao, uno dei generali di Cusi e l'attacco, senza l'effetto sorpresa, venne facilmente respinto e gli uomini del traditore uccisi fino all'ultimo.
Da quel momento le vicende dei due gruppi di Inca proseguirono divise. Nel Cuzco, Cusi, signore di fatto, ancorché senza nomina ufficiale, si diede a preparare i suoi uomini per un nuovo conflitto con i Cancha, avidi di vendetta, che si preannunciava imminente. 
In Xaquixaguana, l'ultimo rifugio di Viracocha, due sovrani, con le insegne di Inca supremo, ma senza potere effettivo, cercavano di esercitare la loro carica con i pochi fedeli rimasti.

### Pachacutec assume la borla imperiale
La seconda vittoria sui Chanca fu decisiva e determinò la fine delle bellicose genti di Ayacucho. Questa volta gli Inca non si limitarono a difendersi, ma, respinto il nemico sul campo di battaglia, lo inseguirono per giorni e giorni decimandolo completamente.
Aveva inizio quella politica di espansione e assimilazione dei territori che avrebbe portato il Cuzco ad assumere, in brevissimo tempo, la caratteristica di città imperiale.
La notizia di imprese tanto eclatanti non scoraggiò, però, Urco dal continuare nei suoi maneggi per riguadagnare il potere perduto. Il principe fu notato nella vicina valle di Yucay mentre cercava di formare un esercito e la sua presenza fu segnalata ai maggiorenti del Cuzco.
Non si poteva tollerare ulteriormente le azioni delittuose di questo triste personaggio e Cusi Yupanqui decise di agire. Con il fratello maggiore, Inca Roca e un pugno di armati sorprese i cospiratori prima che si avvedessero di essere stati scoperti. Non si trattò di un vero combattimento, ma piuttosto di una scaramuccia. Inca Roca affrontò personalmente Urco e con un colpo di fionda lo fece precipitare nel fiume. Trascinato dalla corrente questi cercò di salvarsi, ma, presa terra più a valle, fu affrontato da alcuni soldati che si incaricarono di finirlo.
Nessun impedimento restava ormai a procrastinare l'elezione a Inca supremo di Cusi Yupanqui salvo l'attitudine di Viracocha che, ancora più esasperato, dall'uccisione del figlio prediletto, si rifiutava di procedere ad una investitura ufficiale.
I cronisti non sono d'accordo sullo sviluppo ulteriore degli avvenimenti. Secondo alcuni, Cusi assunse le insegne di comando, in pieno accordo con i suoi, a prescindere dal beneplacito di Viracocha.
Secondo altri, il vecchio sovrano, col passare degli anni mitigò la sua posizione e, infine, investì personalmente Cusi Yupanqui della mascapaycha. In questa occasione gli avrebbe attribuito, addirittura il titolo di Pachacútec con cui il nuovo sovrano sarebbe entrato nella storia.

## Ultimi anni di Viracocha
Juan de Betanzos assicura che l'anziano sovrano, ormai rappacificato con il figlio trionfatore, trascorse i suoi ultimi anni nella proprietà di Xaquixaguana ove, grazie alla munificenza di Pachacútec aveva edificato una specie di reggia e da dove, ad intervalli regolari, scanditi dalle feste tradizionali, si recava in visita al Cuzco.
Sarmiento de Gamboa sostiene invece che Viracocha, poco dopo la morte di Urco, morì per il dispiacere, abbandonato e trascurato dai suoi anziani sudditi del Cuzco. Gli altri autori si allineano chi a una chi all'altra di queste tesi. Tutti sono comunque concordi nel riconoscere che il nuovo sovrano non infierì sul deposto genitore, malgrado la sua aperta ostilità, almeno nel passato.

## Discendenza e famiglia
Viracocha lasciò una consolidata panaca. Il suo nome Socso panaca deriva da quello di un figlio minore, chiamato appunto  Socso, fratello per parte di padre e di madre, dell'aborrito Inca Urco. Era una panaca Hanan-Cuzco e la sua collocazione politica la portò ad essere sempre antagonista di quella di Pachacútec.
Negli anni del dominio coloniale si verificò un curioso episodio. In occasione del battesimo di uno degli ultimi rampolli della casta dei sovrani inca, a cui era stato imposto il nome di Viracocha, una delle ultime principesse sopravvissute insorse dichiarando che non poteva assumere quel nome perché era quello di una panaca Hurin-Cuzco, mentre il fanciullo apparteneva agli Hanan-Cuzco.
L'accaduto è storicamente accertato e gli studiosi moderni si sono, a lungo, interrogati sul significato di questa affermazione. La panaca di Viracocha, a causa delle lotte politiche, era finita, col trascorrere degli anni, dalla parte degli  Hurin-Cuzco oppure la casata di Hanan-Cuzco si era suddivisa, a sua volta, in una fratria Hanan-Hanan e Hanan-Hurin, con un processo storico simile a quello vissuto, ad esempio, dai Guelfi italiani che, vinti i Ghibellini, si erano separati in Guelfi Bianchi e Guelfi Neri?

Con i pochi elementi a nostra disposizione non siamo in grado di rispondere a questo interrogativo.
La moglie ufficiale di Viracocha fu, a detta di tutti la principessa Mama Rondocaya che gli dette quattro figli: Inca Roca, Tupac Yupanqui, Inca Yupanqui e Capac Yupanqui. Il sovrano ebbe numerose concubine, ma di una soltanto si è tramandato il nome. Si tratta di Curi Chulpa, della contrada di Ayauilla, nei pressi del Cuzco. Questa consorte viene soprattutto ricordata per essere stata la madre di Inca Urco e di Socso (Çoçso), a cui si deve il nome stesso della panaca. Dobbiamo a Sarmiento de Gamboa queste notizie, così come l'avvertimento che Inca Urco, per alcuni era, invece, ritenuto figlio legittimo. In effetti, nelle Informaciones rese a Vaca di Castro, questo principe viene considerato, al pari di Pachacútec, figlio di Mama Rondocaya, citata come Mama Rondo Cayan, ma non sembra che questa attribuzione possa considerarsi corretta.
Il corpo mumificato di Viracocha venne trovato da Gonzalo Pizarro il fratello minore di Francisco Pizarro nel villaggio di Xaquixaguana assieme ad una consistente quantità di idoli d'oro. Il metallo prezioso fu, naturalmente, trattenuto, la mummia, invece, venne bruciata, ma i solerti indigeni che la avevano in consegna raccolsero le ceneri del sovrano e le conservarono amorevolmente fino a che Polo de Ondegardo le scoprì e le confiscò. Da allora si sono perse le tracce dei resti di Viracocha